# Stanchester-skatten
Stanchester-skatten (engelsk Stanchester Hoard) er et depotfund bestående af 1.166 romerske mønter, der er dateret til 300-tallet og begyndelsen af 400-tallet e.Kr. Fundet blev gjort i 2000 i ved landsbyen Wilcot i Vale of Pewsey i Wiltshire i England. Fundet betragtes som vigtigt, da det rummer et meget stort antal uklippede sølvmønter. Det er også det seneste daterede eksempel på romerske mønter, der er fundet i Wilshire.
Den ældste mønt var slået under Konstantin den Store i 307 e.Kr. og den yngste var slået i 406 under Arcadius og Flavius Honorius.
Wiltshire Museum i Devizes købte fundet for £50.000, efter det var erklæret skattefund.

## Refernecer
1. 1 2  Keith Nurse. "Late Roman Coin Hoards and Wansdyke". Wansdyke Project 21. Hentet 8. juli 2010.
2. 1 2  "Analysis of Coin Hoards from Roman Britain". forumancientcoins.com. Hentet 8. juli 2010.
3. ↑  "Table 3". forumancientcoins.com. Hentet 8. juli 2010.

51°21′N 1°47′V / 51.35°N 1.79°V